# Momoéria
Dans la région grecque de Kozáni, en Macédoine-Occidentale, la Momoéria (en grec moderne : Μωμοέρια) est une célébration du Nouvel An ayant lieu du 25 décembre au 5 janvier. Elle a lieu dans huit villages. Des danseurs, des acteurs et des musiciens se produisent à cette occasion. Cette fête intègre la liste représentative du patrimoine culturel immatériel de l'humanité en 2016. 

## Pratique
Cette fête marque Noël, le Nouvel An et l'Épiphanie. Parmi les artistes se produisant dans les rues des villages et allant chez des habitants se trouvent les Momoéria, trente danseurs hommes, incarnant des prêtres de Momos, dieu de la satire, ou les commandants d'Alexandre le Grand. Vêtus de jupes plissées, de casques, de chaussures traditionnelles, ils dansent munis de bâtons sous les ordres d'un chef pour que les forces de la nature épargnent les villageois. Les acteurs jouent une pièce connue, mettant notamment en scène un vieil homme et le diable. Les musiciens jouent de la cornemuse. La fête atteint son apogée sur la place du village, autour d'un feu, où l'on chante et danse toute la nuit. 
Cette fête permet d'assurer une récolte abondante, une bonne santé chez les enfants et de la prospérité. De nos jours, elle célèbre aussi la bonne gestion des ressources naturelles. 
Initialement rite païen, la fête se christianisa sous l'action des Grecs pontiques. 

## Reconnaissance
D'après la description officielle de l'UNESCO, cette pratique est transmise de génération en génération de manière informelle. Elle intègre la liste représentative du patrimoine culturel immatériel de l'humanité en 2016, lors d'un Congrès qui se tint à Addis Abeba. 